# Holiërhoekse polder
De Holiërhoekse polder is een polder en voormalig waterschap in de voormalige gemeente Vlaardinger Ambacht (tegenwoordig deel uitmakend van Vlaardingen) en de gemeente Schiedam, in de Nederlandse provincie Zuid-Holland.
Het waterschap was verantwoordelijk voor de drooglegging en de waterhuishouding in de polder.
De Holiërhoekse polder grenst aan de noordrand van Vlaardingen en is een open gebied. Er zijn plannen om het gebied voor recreanten aantrekkelijker te maken. Tegenstanders van deze plannen vinden dat de plannen geen recht doen aan de landschappelijke waarde van het gebied.
Winkelcentrum Holiërhoek is vernoemd naar de polder, het centrum ligt aan de Reigerlaan te Vlaardingen.